# طائر الشوك الصغير
طائر الشوك الصغير (الاسم العلمي: Phacellodomus sibilatrix)، هو نوع من الطيور يتبع جنس طائر الشوك ضمن فصيلة الفرنارية ضمن رتبة العصفوريات. يستوطن بوليفيا والباراغواي والأرجنتين والأوروغواي.